# Núbia Soares
Núbia Soares, född 26 mars 1996, är en friidrottare från Brasilien. Hon deltog vid olympiska sommarspelen 2016 och olympiska sommarspelen 2020.